# Sebastián Soria
Andrés Sebastián Soria Quintana (arab. ‏أندريس سيبستيان سوريا كوينتانا‎, ur. 8 listopada 1983 w Paysandú) – katarski piłkarz, urugwajskiego pochodzenia, występujący na pozycji napastnika w katarskim klubie Qatar SC. Były reprezentant Kataru i rekordzista pod względem występów oraz zdobytych bramek w reprezentacji.
Soria jest wychowankiem klubu Centenario Uruguayo, w którym rozpoczął profesjonalną karierę. W latach 2002–2004 reprezentował Liverpool Montevideo. W 2004 roku przeniósł się do katarskiego klubu Al-Gharafa. Od 2005 roku do 2012 reprezentował barwy klubu Qatar SC. W latach 2012–2015 grał w Lekhwiya SC, a w 2015 trafił do Ar-Rajjan SC, w którym występował do roku 2020. W sezonie 2020–2021 reprezentował barwy Al-Arabi SC, po czym powrócił do Qatar SC.